# Геллер, Евгений Абрамович
Евгений Абрамович Геллер (род. в Москве 11 августа 1949 года) — советский композитор, пианист и клавесинист. Член Союза Композиторов России. Автор двух одноактных опер — «Мяу» и «Зубная боль», 90 опусов, серии романсов на слова Бодлера, Пушкина, Сильвы Капутикян, Гамзатова; музыки для струнных и духовых инструментов, квартетов, сонаты и сюит.
Работал как кинокомпозитор (Бабник 2 (1992), Никогда не отвлекайтесь на работе (1976)).

## Биография
Геллер Евгений Абрамович родился в Москве 11 августа 1949 года.
В 1964 году закончил музыкальную школу № 1 им. Сергея Прокофьева.
В 1969 году закончил музыкальное училище им. Ипполитова-Иванова (теоретический факультет). Выпускник музыкально-педагогического института имени Гнесиных (классы педагогов А. Хачатуряна и Г. Литинского)
В 1974—1975 годах проходил службу в Советской Армии.
Руководитель камерного ансамбля «Грациозо», преподаватель класса композиции в детской музыкальной школе имени Л. Власенко (г. Москва).